# Prrenjas
Prrenjas (také Përrenjasi, nebo Përrenjas, resp. Prrenjasi) je malé město ve východní Albánii, v blízkosti průsmyku Thanë. Hornické město v okrese Librazhd se nachází poblíž severomakedonských hranic. Má 5847 obyvatel.
Përrenjas nachází na západním stoupání do průsmyku Thanë v nadmořské výšce 937 m n. m. na ploše Domodovského pole. Obklopují jej hory s nadmořskou výškou překonávající okolo 1000 m. Severně od města se nachází pohoří Shebenik, součást národního parku Shebenik-Jablanica.
Město je v současné době zastávkou na hlavním silničním dopravním tahu (silnice SH3) ve směru z Elbasanu do Pogradce a dále do Severní Makedonie. Z historického hlediska se zde nacházela silnice Via Egnatia. V 15. století přes toto město procházeli turečtí vojáci do albánského vnitrozemí v rámci obsazování celého Balkánského poloostrova. Současné moderní město bylo založeno v rámci projektů socialistické výstavby v roce 1953. Vznikly zde bytové domy v pravoúhlém plánu. Název získalo město podle nejbližší vesnice. Důvodem pro výstavbu nového města byly především doly železa a niklu, který byl namístě částečně zpracováván.
Od roku 1974 má město napojení na železniční síť. Ta má význam především pro nákladní dopravu. Extenzivní těžba probíhala až do roku 1990, po ekonomickém pádu Albánie a změně politického systému země byly přerušeny. Od konce 90. let ve spolupráci s italským investorem došlo k obnově těžby.